# بريت فرازير
بريت فرازير (بالإنجليزية: Brett Fraser)‏ هو سباح بريطاني، ولد في 28 أغسطس 1989 في جورج تاون في جزر كايمان.

## روابط خارجية
- بريت فرازير على موقع الاتحاد الدولي للسباحة (الإنجليزية)
- بريت فرازير على موقع SwimRankings.net (الإنجليزية)
- بريت فرازير على موقع اللجنة الأولمبية الدولية (الإنجليزية)
- بريت فرازير على موقع أوليمبيديا (الإنجليزية)